# Hayes Alan Jenkins
Hayes Alan Jenkins (Akron, 23 marzo 1933) è un ex pattinatore artistico su ghiaccio statunitense, specializzato nel singolo.
Ha partecipato ai giochi olimpici invernali 1952 a Oslo e ai giochi olimpici invernali 1956 a Cortina d'Ampezzo. In questa seconda edizione ha conquistando una medaglia d'oro in un podio monopolizzato dai pattinatori statunitensi. Alle sue spalle si sono piazzati Ronnie Robertson e suo fratello minore David Jenkins. È sposato con la pattinatrice Carol Heiss.

## Palmarès
| Internazionali               | Internazionali | Internazionali | Internazionali | Internazionali | Internazionali | Internazionali | Internazionali | Internazionali |
| Event                        | 1949           | 1950           | 1951           | 1952           | 1953           | 1954           | 1955           | 1956           |
| ---------------------------- | -------------- | -------------- | -------------- | -------------- | -------------- | -------------- | -------------- | -------------- |
| Giochi olimpici invernali    |                |                |                | 4°             |                |                |                | 1°             |
| Campionati mondiali          | 6°             | 3°             | 4°             | 3°             | 1°             | 1°             | 1°             | 1°             |
| North American Championships |                |                |                |                | 1°             |                | 1°             |                |
| Nazionali                    |                |                |                |                |                |                |                |                |
| Campionati statunitensi      | 3°             | 2°             | 3°             | 3°             | 1°             | 1°             | 1°             | 1°             |